# 황지정보산업고등학교
황지정보산업고등학교(黃池情報産業高等學校)는 대한민국 강원특별자치도 태백시 황지동에 있는 공립 고등학교이다.

## 학교 연혁
- 1972년 12월 26일 : 황지여자종합고등학교 설립인가
- 1973년 3월 1일 : 보통과 1학급, 상업과 1학급(계 6학급) 인가
- 1973년 3월 7일 : 개교 및 입학식
- 1973년 9월 7일 : 황지여자상업고등학교로 교명 변경
- 1976년 1월 10일 : 제1회 졸업식(졸업생 119명)
- 1980년 11월 28일 : 신축교사로 이전(태백시 황지1동 59-2번지)
- 1981년 3월 1일 : 황지여자상업고등학교와 황지여자중학교 분리
- 2000년 3월 1일 : 황지정보산업고등학교로 교명 변경(2000.01.01 강원도 조례 공포에 따라)
- 2022년 3월 1일 : 제19대 이인희 교장 취임
- 2022년 12월 30일 : 제48회 졸업식(졸업생 29명, 누계 10,438명)
- 2024년 3월 4일 : 2024학년도 입학식 거행(신입생 41명)

## 설치 학과
- 디지털컨텐츠과
- 회계금융과
- 스마트비즈니스과

## 참고 자료
- 황지정보산업고등학교 - 한국교육학술정보원 학교알리미